# Ruska ženska košarkaška reprezentacija
Ruska ženska košarkaška reprezentacija predstavlja državu Rusiju u međunarodnoj ženskoj košarci.

## Nastupi na velikim natjecanjima

### Olimpijske igre
- 1996.: 5. mjesto
- 2000.: 6. mjesto
- 2004.:  bronca
- 2008.:  bronca
- 2012.:

### Svjetska prvenstva
- 1998.:  srebro
- 2002.:  srebro
- 2006.:  srebro
- 2010.: 7. mjesto

### Europska prvenstva
- 1993.: 7. mjesto
- 1995.:  bronca
- 1997.: 6. mjesto
- 1999.:  bronca
- 2001.:  srebro
- 2003.:  zlato
- 2005.:  srebro
- 2007.:  zlato
- 2009.:  srebro
- 2011.:  zlato

### Univerzijade
- 1961.:
- 1965.:
- 1967.:
- 1970.:
- 1973.:
- 1977.:
- 1979.:
- 1981.:
- 1983.:
- 1985.:
- 1987.:
- 1991.:
- 1993.:
- 1995.:
- 1997.:
- 1999.:
- 2001.:
- 2003.:
- 2005.:
- 2007.:
- 2009.:
- 2011.:
- 2013.: